# Willy Sanvitto
Willy Sanvitto (Caxias do Sul, 12 de fevereiro de 1932 — 12 de maio de 2010) foi um empresário brasileiro e um dos principais dirigentes da história do Esporte Clube Juventude.

## Biografia
Filho do empresário Guerino Sanvitto e sua esposa Therezinha Pauletti, teve como irmãos Lorita, Luiz Carlos e Lorena. Quando jovem aprendeu violino e piano e se apresentou em recitais privados e em concertos com a Orquestra Sinfônica de Caxias do Sul. Estudou Contabilidade na Escola Técnica de Comércio de Caxias e Ciências Jurídicas e Sociais na UFRGS, em Porto Alegre. Voltando a Caxias, iniciou sua carreira profissional gerenciando a empresa do pai, um comércio variado que incluía secos e molhados e materiais de construção, e cuidando da plantação de eucaliptos e da chácara vinícola da família, mas depois atuaria principalmente como advogado e empreendedor imobiliário. Sua família possuía uma grande área de terra na entrada oeste da cidade, que ele se encarregou de urbanizar, e que hoje leva o nome de Bairro Sanvitto. Ao mesmo tempo, junto com seus irmãos, doou ao município uma área de 15 hectares de mata nativa. Foi também diretor financeiro da Central de Automação em Análises Clínicas, colaborador da Diretoria da Caderneta de Poupança Habitação, um dos diretores gerais do Banco do Estado do Rio Grande do Sul, e participou ativamente na vida política de Caxias, sendo um dos diretores e presidente do Diretório da ARENA, mas nunca concorreu a cargos eletivos e sua permanência na política foi relativamente breve.

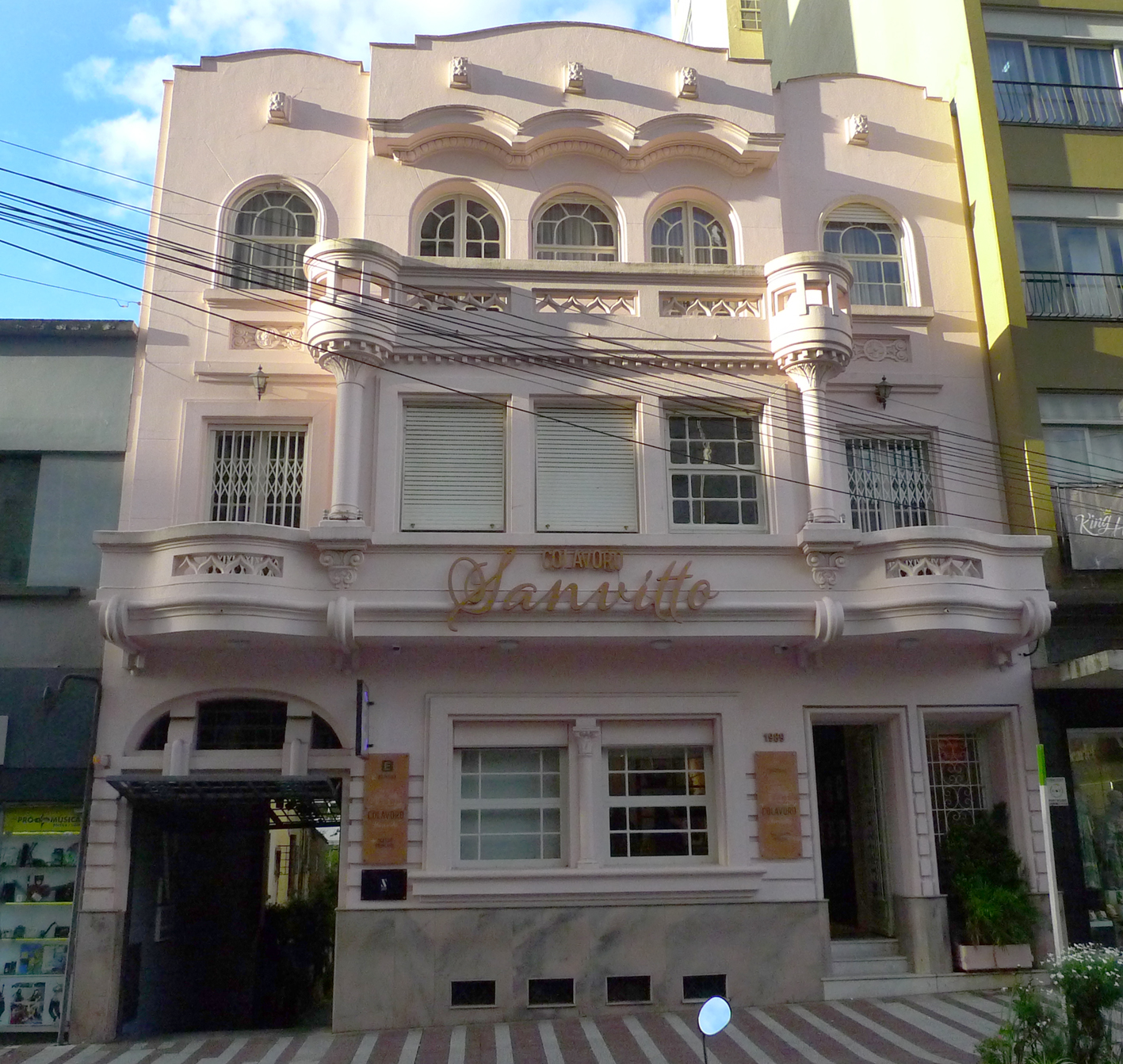
O Palacete Sanvitto

Deixou relevante contribuição no Esporte Clube Juventude, ocupando vários cargos na Diretoria: conselheiro jurídico, conselheiro fiscal, conselheiro deliberativo e presidente deste Conselho em 1977, 1993, 1994 e 1995, conselheiro consultivo, vice-presidente de Futebol, presidente do clube seis vezes (1965, 1966, 1972, 1973, 1974, 1975), o segundo nome com mais mandatos, perdendo apenas para Marcos Cunha Lima, com sete, e Presidente de Honra em 1978, 1982-1984, 1997-2002. A partir de 1993 foi co-patrono do Departamento de Bocha, junto com Carlito Chies, e a partir de 2002 foi o patrono do clube.
Sob sua presidência o clube conquistou seu primeiro vice-campeonato estadual em 1965, e na década de 1970 foi o principal motor da dissolução da desastrada fusão com o Flamengo, da construção da sede campestre e da reconstrução do Estádio Alfredo Jaconi, considerado um dos melhores do interior do Brasil, inaugurado em 23 de março de 1975, além de sanear grande parte das dívidas do clube. Ainda em 1975 o clube venceu a Copa Governador do Estado do Rio Grande do Sul. Em 1993, sendo presidente do Conselho Deliberativo, foi um dos responsáveis pela parceria com a Parmalat, que durou até 2000, que propiciou condições econômicas de montar um time forte que conquistou a Série B em 1994, o Campeonato Gaúcho em 1998 e a Copa do Brasil em 1999.
Ainda em vida consagrado como uma das lendas e ícones do clube, ao falecer em 2010 recebeu elogiosos obituários. Carlito Chies, presidente do Conselho Deliberativo, disse que "todos aprendemos muito com ele; sempre foi um homem sério, de visão e que com sua liderança construiu um novo Juventude". o presidente Milton Scola assim lamentou a passagem: "Willy Sanvitto foi um grande comandante, um empreendedor que transformou o Juventude em um clube dos tempos modernos. Foi presidente da Diretoria Executiva, do Conselho Deliberativo, nosso Patrono nos últimos anos e deixou um legado que ficará registrado na história do clube. Nos momentos mais difíceis da trajetória do Juventude, ele mostrou toda sua coragem, e comandou o clube com muita inteligência e responsabilidade". Francisco Michielin, principal historiador do Juventude, assim se referiu a ele: "Muitas e muitas palavras já foram ditas e escritas, nestes últimos amargos dias, sobre a figura de Willy Sanvitto. Todas elas, enaltecendo sua figura proeminente, a liderança que sempre exerceu, sua competência e coragem. [...] Sem Willy, tenho certeza, o Ju não teria chegado ao seu estágio de grandeza atual. Por isso, disse e repito: o Juventude antes e depois dele! Perdemos um grande companheiro, um líder excepcional e um juventudista que deixou um enorme legado, como salientou o nosso presidente, Milton Scola".
Geralmente é reconhecido como um dos principais dirigentes da história do clube, e segundo João Garavaglia, para alguns ele é o maior de todos. Em 1973 e 1974 foi escolhido Destaque em Esporte pela Rádio São Francisco, e em 1975 foi um dos Destaques do Interior da Folha da Manhã de Porto Alegre. Em 1999, através de um questionário enviado a 100 líderes comunitários de variadas áreas de atuação, um projeto do Curso de Jornalismo da UCS identificou as 30 personalidades mais marcantes de Caxias no século XX, sendo o mais votado dos cinco eleitos na categoria Desportistas. Em 2005 recebeu do clube a Comenda Dante Baptista Andreis, criada para destacar figuras principais da história da agremiação. Pelas suas grandes contribuições à cidade a Câmara Municipal batizou uma praça com seu nome. Seu nome também batizou a 10ª edição da Copa Federação Gaúcha de Futebol em 2013. O palacete onde nasceu e onde manteve seu escritório, projetado pelo arquiteto Vitorino Zani, um dos marcos arquitetônicos da Avenida Júlio de Castilhos, foi restaurado e hoje abriga um centro de negócios.